# Détroit de Madura
Le détroit de Madura  est un passage maritime situé en mer de Java. Il sépare les îles indonésiennes de Java et de Madura, dans la province de Java oriental. Les îles de Kambing, Giliraja, Genteng et Ketapang se situent dans le détroit.
Depuis 2009, le pont Suramadu, le plus long d'Indonésie, traverse le détroit, reliant la ville de Surabaya côté Java à Bangkalan côté Madura.
Le détroit donne accès à Tanjung Perak, le port de la ville de Surabaya.